# Федосеев, Алексей Михайлович (энергетик)
Алексей Михайлович Федосе́ев (1904—1990) — советский учёный в области релейной защиты и автоматизации энергетических систем. Лауреат Ленинской премии.

## Биография
Родился в июне 1904 года в Харькове (ныне Украина) в семье инженера.
Окончил гимназию (1921), Пречистинские рабочие курсы в Москве (1922) и электромеханический факультет МВТУ имени Н. Э. Баумана (1929).
Работал в проектном отделе Энергостроя, реорганизованного в 1932 году в трест, затем в институт Теплоэлектропроект. С 1930 года начальник отдела (сектора) релейной защиты и автоматики электрических станций, подстанций и электрических сетей высокого напряжения институтов Теплоэлектропроект и Энергосетьпроект.
С 1931 года преподавал в Московском энергетическом институте (МЭИ). Работал на должностях от преподавателя до профессора, доктора технических наук. Около десяти лет был деканом электроэнергетического факультета МЭИ, с 1971 года — заведующий кафедрой автоматизации и релейной защиты энергосистем.
Доктор технических наук, профессор.
Автор книг:
- Основы релейной защиты. М.— Л.: Госэнергоиздат, 1961
- Релейная защита электрических систем. — М.: Энергия, 1976
- Релейная защита электроэнергетических систем. — М .: Энергоатомиздат, 1984

## Награды и премии
- Сталинская премия третьей степени (1947) — за разработку моделей электрических систем, облегчающих проектирование и эксплуатацию мощных электростанций
- Ленинская премия (1964) — за создание комплекса устройств релейной защиты и автоматики дальних ЛЭП сверхвысоких напряжений (500 кВ)
- заслуженный деятель науки и техники РСФСР
- орден Ленина (28.06.1974) — за большие заслуги в развитии энергетики, многолетнюю плодотворную научно-педагогическую деятельность и в связи с 70-летием со дня рождения[2].
- орден Трудового Красного Знамени
- два ордена «Знак Почёта»
- медали